# Fernando José Fernandes Costa Mascarenhas
Fernando José Fernandes Costa Mascarenhas, 11. Marquês de Fronteira; 9. Marquês de Alorna; 12. Conde de Torre; 13. Conde de Assumar; 12. Conde de Coculim (Lisboa 17 de abril 1945, - 12 de novembro 2014) foi um aristocrata, e livre pensador português.
Dom Fernando de Mascarenhas, estudou Filosofia em Lisboa, Coimbra e Nanterre. De 1979 a 1988 deu aulas na Universidade de Évora.
Em 1989, Dom Fernando fundou a Fundação das Casa de Fronteira e Alorna onde irá promover estudos, encontros culturais, científicos e educacionais.

## Obra literária
- «Sermão ao meu Sucessor – Notas para uma Ética da Sobrevivência» 2003.
- «Ocasião: The Marquis and the Anthropologist» 2005.